# Dasypoda brevicornis
Dasypoda brevicornis är en biart som beskrevs av Pérez 1895. Dasypoda brevicornis ingår i släktet byxbin, och familjen sommarbin. Inga underarter finns listade i Catalogue of Life.